# Турнир Ломоносова
Турнир имени Ломоносова — ежегодная многопредметная олимпиада, которая включает в себя комплексные соревнования по математике, физике, химии, биологии, астрономии и науках о Земле, литературе, истории, лингвистике. Задания олимпиады ориентированы на школьников из 6-11 классов, однако, в турнире Ломоносова могут принять участие и более младшие ученики. Обычно, конкурсы по всему списку предметов проводят в течение пяти или шести часов одновременно в разных аудиториях. Во время Ломоносовского турнира детям, за исключением учеников 11-х классов, разрешено беспрепятственно переходить от одной аудитории к другой, самостоятельно выбирать предметы и распределять время. Школьники 11-х классов выполняют все задания в одной аудитории.
Впервые Турнир Ломоносова был проведён в 1978 году в Москве. Николай Николаевич Константинов — автор идеи Турнира Ломоносова — в 2008 году получил премию Правительства Российской Федерации в области образования. В настоящее время проводится ежегодно в конце сентября — начале октября в Москве и ряде других городов.
Турнир Ломоносова состоит из отдельных конкурсов по математике, физике, астрономии и наукам о Земле, химии, биологии, истории, лингвистике, литературе. Победители определяются как по отдельным конкурсам, так и в «многоборье» — по сумме достижений в различных конкурсах.
С 2012 года проводится для 11-классников два тура — это необходимо по формальным причинам, чтобы ставшие победителями и призёрами, смогли воспользоваться предусмотренными законом преимуществами при поступлении в вузы.
С 2012 по 2014 год также проводился Турнир в заочном формате по тем же задачам участвовать можно было только в одном из них.